# 3891 Werner
3891 Werner (1981 EY31) là một tiểu hành tinh vành đai chính được phát hiện ngày 3 tháng 3 năm 1981 bởi S. J. Bus ở Siding Spring.